# Andrzej Łapicki
Andrzej Łapicki (sinh ngày 11 tháng 11 năm 1924 tại Riga, Latvia - mất ngày 21 tháng 7 năm 2012 tại Warsaw, Ba Lan) là một diễn viên người Ba Lan.

## Tiểu sử
Andrzej Łapicki là nam diễn viên nổi tiếng với hơn 200 vai diễn trong các vở kịch sân khấu, phim điện ảnh cũng như phim truyền hình.
Andrzej Łapicki được trao tặng Huân chương Polonia Restituta (1970, 1975, và 1995) và Huy chương vàng Huy chương Công trạng về văn hóa - Gloria Artis (2005) vì những cống hiến lớn lao cho văn hóa và nghệ thuật của đất nước Ba Lan.

## Thành tích nghệ thuật
Dưới đây liệt kê một số phim điện ảnh và phim truyền hình nổi bật có sự góp mặt của Andrzej Łapicki:
| Năm       | Tựa đề                                | Vai diễn                         |
| --------- | ------------------------------------- | -------------------------------- |
| 1946      | Zakazane piosenki                     |                                  |
| 1946      | Dwie godziny                          |                                  |
| 1947      | Jasne łany                            | Leśniewski                       |
| 1949      | Spotkanie                             |                                  |
| 1950      | Dwie brygady                          | diễn viên Stanisz                |
| 1950      | Miasto nieujarzmione                  |                                  |
| 1953      | Żołnierz zwycięstwa                   | John Lane                        |
| 1953      | Sprawa do załatwienia                 |                                  |
| 1953      | Domek z kart                          |                                  |
| 1960      | Powrót                                | „Siwy"                           |
| 1961      | Dziś w nocy umrze miasto              | Piotr                            |
| 1962      | Spóźnieni przechodnie. Krąg istnienie |                                  |
| 1962      | Spóźnieni przechodnie. Nauczycielka   |                                  |
| 1962      | Spotkanie w Bajce                     | Wiktor                           |
| 1963      | Pamiętnik pani Hanki                  | Jacek Renowicki, chồng của Hanki |
| 1963      | Naprawdę wczoraj                      | nhà văn Nowak                    |
| 1964      | Życie raz jeszcze                     | Piotr Grajewski                  |
| 1965      | Sposób bycia                          |                                  |
| 1965      | Salto                                 | Pietuch                          |
| 1965      | Lekarstwo na miłość                   | Andrzej                          |
| 1966      | Mistrz                                | KKawski                          |
| 1966      | Gdzie jest trzeci król                | Berent                           |
| 1967      | Poradnik matrymonialny                | Bogumił                          |
| 1967      | Zbrodnia lorda Artura Savile'a        | Artur Saville                    |
| 1967      | Poczmistrz                            |                                  |
| 1967      | Szach i mat!                          | Bartolomeo                       |
| 1967      | Kwestia sumienia                      | Parrol Hartroy                   |
| 1967      | Klub szachistów                       | Wacław Urbin                     |
| 1967      | Cześć kapitanie                       |                                  |
| 1968      | Mistrz tańca                          |                                  |
| 1968      | Lalka                                 | Kazimierz Starski                |
| 1968      | Dancing w kwaterze Hitlera            |                                  |
| 1969      | Przygody pana Michała                 | Ketling                          |
| 1969      | Jarzębina czerwona                    | Gorczyński                       |
| 1969      | Wszystko na sprzedaż                  |                                  |
| 1970      | Epilog norymberski                    |                                  |
| 1971      | Jak daleko stąd, jak blisko           | Andrzej                          |
| 1971      | Piłat i inni                          | Afraniusz                        |
| 1972      | Wesele                                | Poeta                            |
| 1973      | Zazdrość i medycyna                   | Tamten                           |
| 1973      | Stracona noc                          | Wacław Kisielecki                |
| 1974      | Ziemia obiecana                       | Trawiński                        |
| 1975      | Ziemia obiecana (phim truyền hình)    | Trawiński                        |
| 1977      | Sprawa Gorgonowej                     | Kulczycki                        |
| 1979      | Panny z Wilka                         |                                  |
| 1980      | Urodziny młodego warszawiaka          | Stanisław                        |
| 1981      | Z dalekiego kraju                     |                                  |
| 1982      | Debiutantka                           | Jerzy                            |
| 1985      | Dziewczęta z Nowolipek                |                                  |
| 1986      | W zawieszeniu                         | Ruczyński                        |
| 1988      | Gdzieśkolwiek jest, jeśliś jest...    | Hulan                            |
| 1989      | Stan posiadania                       | cha của Tomasza                  |
| 1989      | Lawa                                  |                                  |
| 1999      | Pan Tadeusz                           |                                  |
| 2010–2012 | M jak miłość                          | Tadeusz Budzyński                |
| 2012      | Reguły gry                            |                                  |